# Druga crnogorska fudbalska liga 2015-2016
La Druga crnogorska fudbalska liga 2015-2016 (seconda lega calcistica montenegrina 2015-2016), conosciuta semplicemente anche come 2.CFL 2015-2016, è stata la 10ª edizione di questa competizione, la seconda divisione del campionato montenegrino di calcio.

## Stagione

### Avvenimenti
Al campionato sono iscritte 12 squadre. Nella edizione precedente sono state promosse Iskra Danilovgrad e Dečić, retrocesse Zabjelo e Arsenal Tivat.

Sono state sostituite da Berane, Mogren (retrocesse dalla 1.CFL 2014-2015), Brskovo e Grafičar Podgorica (promosse dalla 3.CFL 2014-2015 dopo gli spareggi fra le vincitrici dei gironi, lo Sloga è la squadra esclusa).
Il Mogren, a causa di problemi finanziari che non gli hanno permesso di pagare gli stipendi ai calciatori, non ha potuto disputare le prime due gare della stagione contro Grafičar ed Igalo. Da regolamento della FSCG, dopo la seconda rinuncia il Mogren è stato espulso dalla 2.CFL retrocesso in 3.CFL.

### Formula
In stagione le squadre partecipanti sono 12: 2 che sono retrocesse dalla 1.CFL, 8 che hanno mantenuto la categoria e 2 promosse dalla 3.CFL.
Le 12 squadre disputano un girone andata-ritorno; al termine delle 22 giornate ne disputano ancora 11 secondo uno schema prefissato (totale 33 giornate), al termine di queste:
- La prima classificata viene promossa in 1.CFL 2016-2017
- Seconda e terza classificata vanno agli spareggi contro penultima e terzultima di 1.CFL 2015-2016
- Le ultime due classificate vengono retrocesse in 3.CFL 2016-2017

## Squadre
| Club            | Città        | Stadio                   | Posizione 2014-2015                    |
| --------------- | ------------ | ------------------------ | -------------------------------------- |
| Mogren          | Budua        | Stadion Lugovi           | 11º in 1. CFL                          |
| Berane          | Berane       | Gradski stadion          | 12º in 1. CFL                          |
| Igalo           | Castelnuovo  | Stadion Solila           | 3º in 2. CFL                           |
| Radnički Berane | Berane       | Gradski stadion          | 4º in 2. CFL                           |
| Jedinstvo       | Bijelo Polje | Gradski stadion Nikoljac | 5º in 2. CFL                           |
| Kom             | Podgorica    | Stadion Zlatica          | 6º in 2. CFL                           |
| Cetinje         | Cettigne     | Stadion Obilića Poljana  | 7º in 2. CFL                           |
| Jezero          | Plav         | Stadion pod Racinom      | 8º in 2. CFL                           |
| Ibar            | Rožaje       | Stadion Bandžovo Brdo    | 9º in 2. CFL                           |
| Bratstvo        | Podgorica    | Stadion Ljajkovići       | 10º in 2. CFL                          |
| Brskovo         | Mojkovac     | Gradski stadion          | 1º in 3. CFL Nord, 1º negli spareggi   |
| Grafičar        | Podgorica    | Stadion na Koniku        | 1º in 3. CFL Centro, 2º negli spareggi |

## Classifica
|  | Pos. | Squadra                     | Pt       | G        | V        | N        | P        | GF       | GS       | DR       |
|  | ---- | --------------------------- | -------- | -------- | -------- | -------- | -------- | -------- | -------- | -------- |
|  | 1.   | Jedinstvo Bijelo Polje (-1) | 64       | 30       | 20       | 5        | 5        | 53       | 15       | +38      |
|  | 2.   | Cetinje                     | 50       | 30       | 14       | 8        | 8        | 42       | 31       | +11      |
|  | 3.   | Bratstvo                    | 48       | 30       | 13       | 9        | 8        | 37       | 32       | +5       |
|  | 4.   | Berane                      | 41       | 30       | 11       | 8        | 11       | 45       | 52       | −7       |
|  | 5.   | Kom                         | 40       | 30       | 10       | 10       | 10       | 27       | 31       | −4       |
|  | 6.   | Radnički Berane             | 38       | 30       | 9        | 11       | 10       | 39       | 37       | +2       |
|  | 7.   | Ibar (-1)                   | 38       | 30       | 10       | 9        | 11       | 39       | 47       | −8       |
|  | 8.   | Grafičar Podgorica          | 34       | 30       | 10       | 4        | 16       | 37       | 41       | −4       |
|  | 9.   | Igalo                       | 33       | 30       | 8        | 9        | 13       | 34       | 38       | −4       |
|  | 10.  | Jezero                      | 31       | 30       | 8        | 7        | 15       | 29       | 46       | −17      |
|  | 11.  | Brskovo                     | 29       | 30       | 5        | 14       | 11       | 23       | 35       | –12      |
|  | 12.  | Mogren                      | Ritirato | Ritirato | Ritirato | Ritirato | Ritirato | Ritirato | Ritirato | Ritirato |

Legenda:
      Promosso in 1.CFL 2016-2017.
  Partecipa agli spareggi-promozione.
      Retrocesso in 3.CFL.
Regolamento:
Tre punti a vittoria, uno a pareggio, zero a sconfitta.
Note:
Mogren ritirato dopo la seconda rinuncia.

## Risultati
|           | Jed     | Cet     | Bra     | Ber     | Kom     | Rad     | Gra     | Iba     | Iga     | Jez     | Brs     |
| --------- | ------- | ------- | ------- | ------- | ------- | ------- | ------- | ------- | ------- | ------- | ------- |
| Jedinstvo | ––––    | 3:0     | 0:0 2:0 | 6:0     | 1:0 0:1 | 2:0     | 4:1 0:3 | 0:0     | 2:0     | 2:0     | 3:0 2:0 |
| Cetinje   | 2:1 1:0 | ––––    | 2:0     | 6:2 2:3 | 2:1     | 1:3     | 2:0     | 2:0 3:2 | 0:1 2:2 | 1:0 2:1 | 0:0     |
| Bratstvo  | 0:4     | 1:0 0:0 | ––––    | 2:1     | 0:0 0:2 | 0:2 2:0 | 3:1 1:0 | 0:1     | 1:0     | 0:0     | 1:0     |
| Berane    | 1:1 0:1 | 3:2     | 3:1 2:2 | ––––    | 2:2     | 0:3     | 3:0     | 3:4 0:0 | 0:1 1:1 | 0:2 0:1 | 3:1     |
| Kom       | 0:0     | 0:3 0:0 | 2:1     | 1:4 0:1 | ––––    | 2:0     | 2:1     | 2:0     | 0:4 1:1 | 0:1 2:2 | 2:0 0:0 |
| Radnički  | 1:2     | 2:2 0:2 | 1:1     | 1:1 1:3 | 0:0 1:2 | ––––    | 1:1 1:0 | 2:3     | 1:1     | 5:1     | 1:1     |
| Grafičar  | 0:2     | 0:1 1:2 | 1:2     | 4:0 0:1 | 3:1 0:1 | 1:1     | ––––    | 0:0     | 0:3 1:0 | 3:1     | 3:2 0:1 |
| Ibar      | 0:3 1:0 | 1:1     | 2:4 1:1 | 4:2     | 2:1 0:0 | 0:0 1:3 | 1:1 1:3 | ––––    | 1:3     | 4:0     | 2:0     |
| Igalo     | 2:3 0:1 | 1:0     | 0:3 1:3 | 0:1     | 0:0     | 1:2 1:1 | 4:1     | 3:0 2:4 | ––––    | 0:0 2:0 | 0:0     |
| Jezero    | 0:3 1:2 | 3:1     | 1:4 2:2 | 1:1     | 0:1     | 1:2 0:2 | 2:1 1:2 | 1:2 4:1 | 1:0     | ––––    | 0:0     |
| Brskovo   | 1:1     | 0:0     | 1:1     | 2:4 0:0 | 2:1     | 2:1     | 0:2     | 2:0 1:1 | 4:2 1:1 | 1:2 0:0 | ––––    |

## Spareggi
Penultima e terzultima della prima divisione sfidano seconda e terza della seconda divisione per due posti in Prva crnogorska fudbalska liga 2016-2017. Cetinje e Bratstvo falliscono la promozione.